# Plínio Marcos

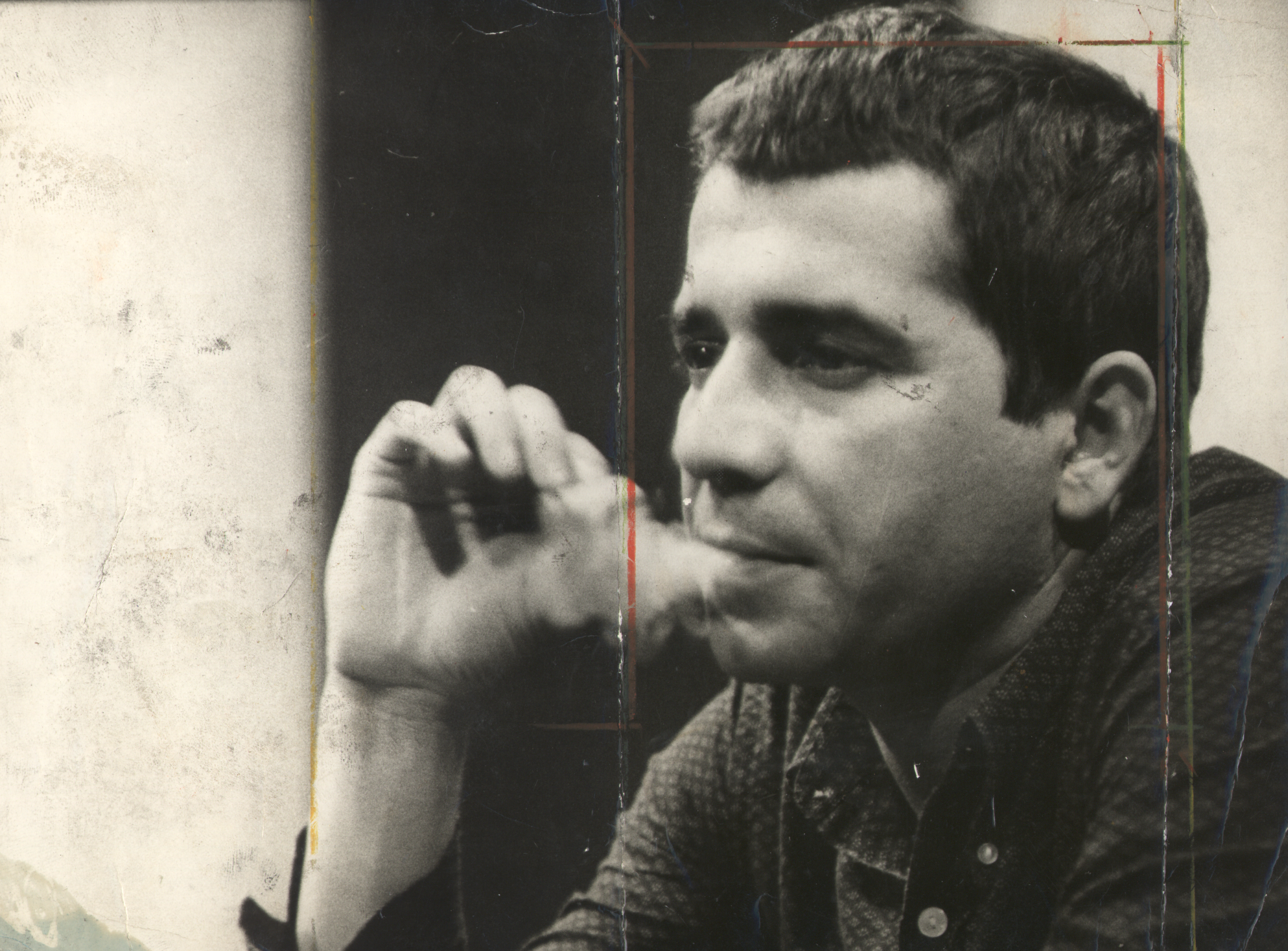
Plínio Marcos

Plínio Marcos de Barros (Santos, 29 de septiembre de 1935 - São Paulo, 29 de noviembre de 1999) fue un escritor brasileño, autor de numerosas obras de teatro, escritas principalmente durante la dictadura militar. También fue actor, director y periodista. Estuvo casado durante 25 años con la periodista Vera Artaxo, fallecida en julio de 2010.

## Biografía
De familia modesta, a Plínio Marcos no le gustaba el estudio y únicamente finalizó el curso primario. Fue calderero, quiso ser jugador de fútbol (llegó a jugar en la Portuguesa Santista), y sirvió en la fuerza aérea, pero fueron sus incursiones en el mundo del circo, desde los 16 años, las que definieron su camino. Actuó en la radio y también en la televisión, en Santos.
En 1958, influenciado por la escritora y periodista Pagu, comenzó a implicarse en el teatro de aficionados en Santos. Ese mismo año, impresionado por el caso real de un joven apaleado en la cárcel, escribió su primera obra teatral, Barrela. Por su lenguaje crudo, permanecería prohibida durante 21 años después de la primera representación.
En 1960, com 25 años, se trasladó a São Paulo, donde inicialmente trabajó como vendedor ambulante. Más tarde, trabajó en teatro, como actor (apareció en la serie Falcão Negro (Halcón Negro) de la TV Tupi de São Paulo), administrador y hombre para todo, en grupos como el Arena, la compañía de Cacilda Becker y el teatro de Nydia Lícia. A partir de 1963, produjo textos para la TV de Vanguarda, programa de la TV Tupi, donde también trabajó como técnico. En el año del golpe militar, participó en la gira del espectáculo Nossa gente, nossa música. En 1965, consiguió representar Reportagem de um tempo mau, miscelánea de textos de varios autores, y que sólo permaneció un día en cartel.
En 1968, participó como actor de la telenovela Beto Rockfeller, interpretando al cómico motorista Vitório. El personaje sería repetido en el cine y también en la telenovela de 1973, A volta de Beto Rockfeller, con menor éxito. Todavía en los años 1970, Plínio Marcos volvería a invertir en el teatro, llegando a vender él mismo las entradas. Al final de las obras, como la de Jesus-Homem, subía al escenario y conversaba personalmente con el público.
En la década de 1980, a pesar de la censura del gobierno, dirigida principalmente a los artistas, Plínio Marcos vivió sin hacer concesiones, siendo intensamente productivo y siempre orientado por la cultura popular. Escribió en los periódicos Última Hora, Diário da Noite, Guaru News, Folha de S. Paulo, Folha da Tarde, Diário do Povo (Campinas), y también en la revista Veja, además de colaborar con diversas publicaciones, como Opinião, O Pasquim, Versus, Placar y otras.
Tras el fin de la censura, Plínio siguió escribiendo novelas y obras de teatro, tanto adulto como infantil. Se hizo conferenciante, llegando a representar 150 «conferencias-shows» por año, vestido de negro, llevando un bastón terminado en una cruz y con el aura mística de un lector de Tarot.
Plínio Marcos ha sido traducido, publicado y representado en francés, español, inglés y alemán; y estudiado en tesis de sociolingüística, semiología, psicología de la religión, dramaturgia y filosofía, en universidades de Brasil y del extranjero. Recibió los principales premios nacionales en todas las actividades que abarcó en teatro, cine, televisión y literatura, como actor, director, escritor y dramaturgo.
Murió a los 64 años, en la ciudad de São Paulo, por fallo multiorgánico a causa de un derrame cerebral. Sus cenizas fueron esparcidas en el Océano Atlántico, frente a su ciudad natal Santos.

## Obra teatral

### Teatro adulto
- Barrela, 1958
- Os fantoches, 1960
- Jornada de um imbecil até o entendimento (1ª versión)
- Enquanto os navios atracam, 1963
- Quando as máquinas param (1ª versión)
- Chapéu sobre paralelepípedo para alguém chutar (2ª versión de Os fantoches)
- Reportagem de um tempo mau, 1965
- Dois perdidos numa noite suja, 1966
- Dia virá (1ª versión de Jesus-homem), 1967
- Navalha na Carne, 1967
- Quando as máquinas param (2ª versión de Enquanto os navios atracam), 1963
- Homens de papel, 1968
- Jornada de um imbecil até o entendimento (3ª versión de Os fantoches)
- O abajur lilás, 1969
- Oração de um pé-de-chinelo, 1969
- Balbina de Iansã (musical), 1970
- Feira livre (opereta), 1976
- Noel Rosa, o poeta da Vila e seus amores (musical), 1977
- Jesus-homem, 1978 (2ª versión de Dia virá, 1967)
- Sob o signo da discoteque, 1979
- Querô, uma reportagem maldita (adaptación para teatro de la novela homónima, escrita en 1976), 1979
- Madame Blavatski, 1985
- Balada de um palhaço, 1986
- A mancha roxa, 1988
- A dança final, 1993
- O assassinato do anão do caralho grande (adaptación para teatro de la novela homónima), 1995
- O homem do caminho (monólogo adaptado de un cuento con el mismo título, originalmente titulado Sempre em Frente), 1996
- O bote da loba, 1997
- Chico Viola (inacabada), 1997

### Teatro infantil
- As aventuras do coelho Gabriel, 1965
- O coelho e a onça (historia de los animales brasileños), 1998
- Assembléia dos ratos, 1989
- Seja você mesmo (inacabada)

## Libros
- Navalha na carne (teatro), 1968
- Quando as máquinas param (teatro), 1971
- Histórias das quebradas do mundaréu (cuentos), 1973
- Barrela (teatro) (1976)
- Uma reportagem maldita – Querô (novela), 1976
- Inútil canto e inútil pranto pelos anjos caídos (cuentos), 1977
- Dois perdidos numa noite suja (teatro), 1978
- Oração para um pé-de-chinelo (teatro), sin fecha
- Jesus-homem (teatro), 1981
- Prisioneiro de uma canção (cuentos autobiográficos), 1982
- Novas histórias da Barra do Catimbó (cuentos), sin fecha
- Madame Blavatski (teatro), 1985
- A figurinha e os soldados da minha rua - histórias populares (relatos autobiográficos), 1986
- Canções e reflexões de um palhaço (textos cortos), 1987
- A mancha roxa (teatro), 1988
- Teatro maldito teatro (contiene las obras Barrela, Dois Perdidos Numa Noite Suja y O Abajur Lilás), 1992
- A dança final (teatro), 1994
- Ns triha dos saltimbancos (cuento),  fecha imprecisa
- O assassinato do anão do caralho grande (novela corta policiaca y obra teatral), 1996
- Figurinha difícil - Pornografando e subvertendo (relatos autobiográficos), 1996
- O truque dos espelhos (cuentos autobiográficos), 1999
- Coleção melhor teatro (con las obras Barrela, Dois perdidos numa noite suja, Navalha na carne, Abajur lilás, Querô), 2003